# Ellie (The Last of Us)
Pour un article plus général, voir Personnages de The Last of Us.
Ellie est le personnage central de la série de jeux vidéo The Last of Us, d'abord deutéragoniste du premier volet puis protagoniste du second. Dans le premier jeu, Joel, le personnage principal du jeu, est chargé d'escorter Ellie afin qu'elle permette la mise au point d'un remède à l'infection fongique qui ravage le monde et dont elle est mystérieusement immunisée. Les personnages évoluent dans un monde post-apocalyptique et l'action se déroule aux États-Unis. Le personnage est interprété par Ashley Johnson, qui lui prête également ses mouvements via la technique de la capture de mouvement. Brièvement sur une partie du jeu, le personnage d'Ellie est devenu un personnage joueur, l'intelligence artificielle de l'ordinateur contrôlant principalement ses actions, en apportant ainsi une aide au combat en attaquant ou en identifiant les ennemis. Ellie est réapparue comme le seul personnage jouable dans le DLC préquel du jeu, The Last of Us: Left Behind, dans lequel elle passe du temps avec son amie Riley. Ellie est aussi le personnage principal de la bande dessinée The Last of Us: American Dreams, où l'on découvre comment Riley et Ellie se lient d'amitié et l'on découvre sa première rencontre avec le groupe de rebelles nommé les Lucioles.
Ellie a été créée par Neil Druckmann, qui est le directeur créatif et scénariste de The Last of Us. Il s'est inspiré d'un personnage muet présent dans Uncharted 2: Among Thieves. Druckmann l'a créée pour être un personnage féminin fort proche de Joel. La relation entre Ellie et Joel est la base du développement du jeu. Ashley Johnson a inspiré certains aspects de la personnalité d'Ellie, en incitant Neil Druckmann de la rendre plus active dans les combats. Naughty Dog, la société de développement du jeu, a repensé l'apparence d'Ellie en cours du développement du jeu afin que le personnage soit le plus proche possible d'Ashley. L'apparence physique d'Ellie a également été comparée à l'acteur Elliot Page avant sa transition de genre.
Le personnage a été très bien reçu par la critique, la relation d'Ellie avec Joel ayant notamment fait l'objet de nombreux éloges. La force et la complexité de son caractère, et sa subversion du stéréotype de la demoiselle en détresse ont également été salués. La représentation LGBT qu'offre le personnage, qui est lesbienne, est aussi soulignée. De nombreux prix et nominations ont été décernés pour le personnage et la performance d'Ashley Johnson, celle-ci étant par ailleurs placée favorablement dans de nombreux sondages et listes.

## Conception des personnages

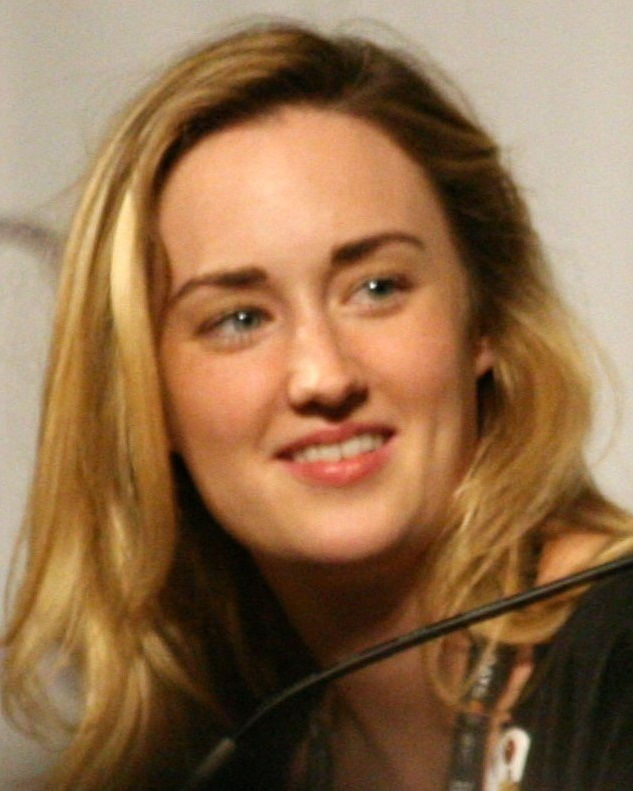
L'actrice américaine Ashley Johnson, qui a inspiré Ellie dans The Last of Us

Le directeur de la création Neil Druckmann a conçu Ellie comme l'opposé de Joel, le personnage principal du jeu. Elle a également pour but de démontrer qu'une relation entre les personnages peut être créée entièrement par le biais du jeu. Neil Druckmann décrit le jeu comme une histoire de transition pour Ellie, dans laquelle elle adopte les qualités d'une survivante. Ashley Johnson a été choisie pour représenter Ellie dans The Last of Us. L'équipe de développement avait l'impression que le rôle fut créé pour elle, en particulier lorsqu'elle joue aux côtés de Troy Baker, qui prête ses traits au personnage de Joel. Ashley a apporté d'importantes contributions à Ellie, notamment pour le développement du caractère du personnage. Elle a convaincu Neil Druckmann de donner à Ellie une personnalité plus indépendante, à ce qu'elle ait plus de combats, ainsi Ellie a gagné en popularité. Les performances d'Ashley Johnson ont été enregistrées essentiellement à l'aide de la technologie de capture de mouvement, qui produit environ 85 % des animations du jeu. Le reste des éléments notamment l'audio ont été enregistrés dans un studio. Ashley était mal à l'aise à certains moments du jeu, celui-ci comptant quelques scènes déconcertantes. Mais elle a été ravie de jouer le rôle qui, pour elle, était un exemple rare d'une femme forte dans un jeu vidéo.
L'équipe de développement a estimé que l'apparence physique d'Ellie était l'un des choix le plus important. Ils ont estimé qu'elle devait paraître assez jeune afin que sa relation avec Joel, qui a une quarantaine d'années, soit crédible, mais assez âgée pour être crédible en tant qu'adolescente débrouillarde, capable de survivre. Une refonte de l'apparence physique d'Ellie a été diffusée en mai 2012, Neil Druckmann a déclaré que le changement a été mis en place pour qu'elle ressemble davantage à Ashley. Avant la refonte, les comparaisons ont été faites avec Ellie et l'acteur Elliot Page, en juin 2013, accuse Naughty Dog de « plagier son image ».
Pour l'équipe, Ellie était très importante pour le marketing du jeu vidéo, Neil a souligné que, lorsque l'on a demandé de mettre la photo d'Ellie qui était en couverture à l’arrière, « tout le monde à Naughty Dog a catégoriquement refusé ».
Interrogé à propos de l'inspiration pour Ellie, Neil Druckmann a mentionné que lorsque lui et le directeur de jeu Bruce Straley étaient en train de réfléchir pour trouver des idées pour Uncharted 2: Among Thieves (2009), l'une des idées était une séquence avec un personnage féminin muet dont le rôle était d'accompagner brièvement Nathan Drake, le personnage principal de la franchise Uncharted. Pour Druckmann, cela créerait une belle relation uniquement par le biais du jeu. Bien que cette idée ait été abandonnée pour Uncharted 2, l'idée a été de nouveau soulevée lors de la discussion d'un nouveau projet, et ainsi celle-ci a inspiré le personnage d'Ellie. L'ajout à Ellie de l'intelligence artificielle (IA) a nécessité un important remaniement du moteur de jeu. L'équipe a intentionnellement ajouté une fonctionnalité pour qu'Ellie reste proche de Joel, pour éviter d'être considérée par les joueurs comme un fardeau. Le programmeur, Max Dyckhoff, a déclaré que, lorsqu'il a travaillé sur Ellie avec la IA, il a imaginé ses expériences à travers les évènements du jeu afin d'être le plus réaliste possible. Neil Druckmann s'est également inspiré des guerres qui ont eu lieu en Syrie et en Afghanistan pour la création du personnage d'Ellie, il estime que le conflit connu des enfants dans ces pays est une similitude avec Ellie. Au cours du segment hivernal du jeu, les joueurs ont pu contrôler Ellie, les développeurs se sont toutefois assuré que ce changement, ainsi que l'immunité d'Ellie, aient été gardés secrets avant la sortie du jeu afin de surprendre les joueurs.

## Caractéristiques
Ellie a quatorze ans, est une survivante, et est très mature pour son âge. Elle est née en 2019 (jeu vidéo) ou en 2009 (série télévisée) et n'a pas connu le monde avant l'infection. Elle est décrite comme une jeune fille forte, drôle et un peu brut de décoffrage. Son traumatisme psychique est accentué après sa rencontre avec David,. Elle a perdu beaucoup de personnes dans sa vie, ce qui l'a conduit à souffrir d'une sévère autophobie et de la culpabilité du survivant. Cela a fait d'elle une personne très endurcie, elle a recours à la violence,, et jure sans hésitation. Ellie se sent inutile, croyant que sa vie est un fardeau, et que sa mort serait bénéfique pour les autres. Alors qu'elle prend des initiatives, elle n'est pas aussi habile à la survie que Joel, étant quelque peu impulsive, naïve et incapable de nager. En dépit de cela, elle possède une grande résistance physique, une force émotionnelle exceptionnelle et elle est très courageuse, elle a su s'occuper d'elle-même et de Joel lorsque celui-ci fut gravement blessé. Elle a constamment persévéré face aux nombreuses et délicates situations qu'elle a dû affronter au cours de son voyage,. Dans l'une des scènes de Left Behind, Ellie embrasse son amie Riley, après la sortie du jeu, Neil Druckmann a dit qu'il a créé Ellie comme un personnage gay, mais il a préféré laisser les joueurs décider de sa sexualité. Cependant dans le second jeu, elle apparait désormais ouvertement gay, et en couple avec une fille.

## Biographie
Ellie a perdu sa mère à la naissance et a grandi dans un orphelinat. Plus tard, elle intègre un internat militaire à Boston dans la zone de quarantaine, où elle se lie d'amitié avec Riley Abel, une rebelle qui la protège contre les tyrans, comme décrit dans la série de bandes dessinées de The Last of Us: American Dreams. Pendant les événements de Left Behind, qui a lieu trois semaines avant le début de The Last of Us, Riley retourne auprès d'Ellie après une longue absence et l'informe qu'elle a rejoint les Lucioles, un groupe de rebelles. Tandis qu’elles passent du temps ensemble dans un centre commercial abandonné près de la zone de quarantaine, Riley révèle qu'elle est sur le point partir dans une autre ville et Ellie décide de la soutenir malgré sa réticence quant à son départ. Riley se sépare de son pendentif des Lucioles lorsqu'Ellie lui demande de rester. En réponse, elle embrasse impulsivement Riley qui ne la repousse pas bien au contraire. Attirés par le bruit, les infectés poursuivent Ellie et Riley. Elles tentent de s'échapper, mais sont mordues. Le duo envisage le suicide, mais choisit de passer leurs dernières heures ensemble. Cependant, Ellie survit à l'infection et cherche de l'aide auprès de Marlene, la cheffe des Lucioles. Elle accepte d'escorter Ellie et tente de trouver un remède grâce à l'immunité de celle-ci. Marlene, blessée, confie Ellie à Joel pour que celui-ci l'escorte, c'est ainsi que débute le jeu The Last of Us.
D'abord agacée par le caractère maussade de Joel, Ellie commence à s'attacher à lui, et Tess, amie proche de Joel. Cependant, après avoir appris qu'il a l'intention de la laisser avec son frère Tommy et de retourner à Boston, elle s'enfuit. Plus tard, elle le confronte en exigeant qu'il ne l'abandonne pas. Cela renforce le lien entre eux, et ils continuent leur voyage ensemble. Après une rencontre traumatisante en Hiver, où Ellie est presque violée et assassinée par une bande de cannibales et leur leader David, elle devient introvertie et se renferme. Lorsque Joel l'amène auprès des Lucioles, ils découvrent qu'Ellie a besoin d'une opération pour enlever une souche de champignon mutant de Cordyceps poussant sur son cerveau, qui peut être utilisée pour créer un vaccin, une opération à laquelle Ellie risque de ne pas survivre. Alors qu'elle est en cours de préparation pour la chirurgie, Joel tue Marlene et les Lucioles, fait irruption dans la salle d'opération et emmène Ellie dans un endroit sûr. Parce qu'elle était inconsciente au cours de la bataille, Ellie n'est pas au courant de ce qui s'est passé. Lorsqu'ils quittent l'hôpital, Joel ment sur les événements, en lui disant que les Lucioles avaient trouvé de nombreux autres sujets, et n'avaient pas besoin d'elle. Lorsqu'Ellie le confronte à ce sujet, en parlant de sa culpabilité du survivant et en exigeant de savoir la vérité, Joel la rassure et lui dit la vérité, celle-ci lui répond tout simplement « Okay » .
Après avoir traversé la moitié du pays, Joel et Ellie se sont installés dans la colonie de Jackson, dans le Wyoming, où vit le frère de Joel, Tommy. Quatre années plus tard, Ellie a 19 ans et s'est éloignée de Joel une fois qu'elle a compris d'elle-même le geste de Joel à l'hôpital. Le 2 mars 2038, Ellie part patrouiller avec Dina, sa petite-amie, quand Jesse l'ex-compagnon de Dina, arrive pour leur annoncer que Joel et Tommy ont été capturés par un groupe d'étrangers. Ellie le rejoint mais maitrisée et assommée, elle est impuissante et voit Abby, la meneuse du groupe et fille du chirurgien qui devait opérer Ellie, tuer Joel après l'avoir torturé. Déterminée à se venger, elle part peu après les funérailles avec Dina pour Seattle, où Abby et son groupe, d'anciens membres des Lucioles désormais membres du WLF, se sont réfugiés. Rejoints plus tard par Jesse, Ellie traque un à un ceux qui ont torturé Joel dans la ville et retrouver Tommy. Dina finit par découvrir le secret d'Ellie, son immunité contre l'infection avant de lui révéler à son tour qu'elle est enceinte de Jesse. Ellie continue sa quête vengeresse, se montrant de plus en plus brutale et violente, jusqu'à ce qu'elle réalise qu'elle a tué une femme enceinte de sang froid et que Tommy la ramène, en état de choc. De retour au théâtre où elle s'est réfugiée avec Dina, Jesse et Tommy, Abby arrive, abat Jesse et affronte Ellie dans les coulisses. Ellie finit assommée mais Abby choisit de l'épargner alors qu'elle allait s'en prendre à Dina.
Ellie et Dina quittent Seattle pour une ferme où elles s'installent et commencent à élever JJ, le fils de Jesse et Dina. Ellie souffre encore de crises de panique et quand Tommy vient lui annoncer qu'elle a retrouvé la trace d'Abby, elle part pour Santa Barbara, où elle retrouve Abby affaiblie après avoir été torturée par les Crotales. Elle défie Abby pour un duel à mains nues, au cours duquel Ellie perd deux doigts avant de prendre le dessus et de tenter de noyer Abby avant de renoncer et de la laisser partir. De retour à la ferme, Dina et JJ sont partis, et Ellie laisse tout derrière elle, notamment la guitare de Joel ainsi que son désir de vengeance.

## Accueil
Le personnage d'Ellie a reçu des commentaires généralement positifs. Jason Killingsworth du magazine Edge fait l'éloge de sa complexité et félicite Naughty Dog pour ne pas avoir fait d'elle « une subordonnée ... une adolescente précoce que Joel doit babysitter ». Ashley Reed et Andy Hartup de GamesRadar+ nomment Ellie comme l'un des « personnages féminins les plus émouvants des jeux vidéo », également « l'un des personnages les plus modernes et réalistes jamais conçu ». Elie Gibson d'Eurogamer a salué la force et la vulnérabilité du personnage, en louant le jeu de la subversion du cliché de la demoiselle en détresse. GamesRadar+ a répertorié Ellie parmi les meilleurs personnages de la 7e génération des jeux vidéo, déclarant que son courage dépasse celui de la plupart des personnages masculins. Greg Miller d'IGN compare Ellie à Elizabeth de BioShock Infinite (2013), et a estimé que la première était « un personnage beaucoup plus complet et à part entière ». À l'inverse, Kimberley Wallace de Game Informer a senti que le jeu est trop centré sur Joel, « n'accordant guère d'importance à Ellie », et Chris Suellentrop du New York Times a jugé qu'Ellie est « dans un rôle secondaire, plus subalterne ».
Critics fait l'éloge de la relation entre Ellie et Joel. Matt Helgeson de Game Informer décrit cette relation comme étant « poignante » et « bien conçue », Richard Mitchell de Joystiq l'a trouvée « authentique » et « émouvante » et Collin Moriarty de l'IGN l'a identifiée comme un point fort du jeu. Oli Gallois d'Eurogamer a senti que les personnages ont été élaborés avec « de la patience et des réelles compétences ». Philip Kollar de Polygon trouve que la relation a été aidée par les différentes options offertes par le jeu. Wallace de GameInformer nomme Joel et Ellie l'un des « meilleurs duos des jeux vidéo de l'année 2013 », appréciant leur intérêt à se protéger l'un et l'autre. Kyle Hilliard de GameInformer compare la relation de Joel et d'Ellie à celle du Prince et d'Elika de Prince of Persia (2008), les deux duos prennent profondément soin de l'un et l'autre, toutefois The Last of Us présente un « crescendo émotionnel » qui selon lui n'a pas été atteint dans Prince of Persia. David Meikleham de PlayStation Official Magazine nomme Joel et Ellie comme les meilleurs personnages dans un jeu de PlayStation 3.
Après la sortie de The Last of Us: Left Behind, la relation d'Ellie et de Riley a été saluée par la critique. Tom McShea de GameSpot a pu ainsi revaloriser le personnage. Tim Martin du Daily Telegraph a salué les interactions des personnages, et Stace Harman d'Eurogamer a estimé que Left Behind permet de mieux comprendre la relation entre Joel et Ellie. Kirk Hamilton de Kotaku décrit le baiser d'Ellie et de Riley comme « un moment révolutionnaire dans l'industrie du jeu vidéo », déclarant que c'était « un moment crucial ». Keza MacDonald d'IGN a écrit que le baiser était « tellement beau, naturel, et drôle qu'elle est restée bouche bée ». Luc Karmali d'IGN s'est interrogé quant à la motivation de Naughty Dog derrière ce baiser, qui lui semble être un appât, les joueurs ayant pu s’attacher au personnage avant de connaître la sexualité de celle-ci, mais finalement il a rejeté cette idée et a félicité la production pour ce maniement et pour la subtilité de l'écriture.
Le personnage d'Ellie a remporté des récompenses, dont celui du meilleur nouveau personnage de Hardcore Gamer, et celui du personnage le plus utile au SXSW Gaming Awards pour Left Behind, Ellie a également été nommé pour le meilleur personnage par Destructoid. La performance d'Ashley Johnson a également reçu diverses distinctions : meilleure interprète lors de la 10e et de la 11e British Academy Video Games Awards,, un prix pour sa performance exceptionnelle pour son personnage lors du 17e congrès annuel D. I. C. E. Awards, pour son personnage principal dans un drame à la 13e édition de National Academy of Video Game Trade Reviewers, meilleure voix-off au Pic VGX 2013, et meilleure interprète par The Daily Telegraph.

## Apparition dans d'autres médias

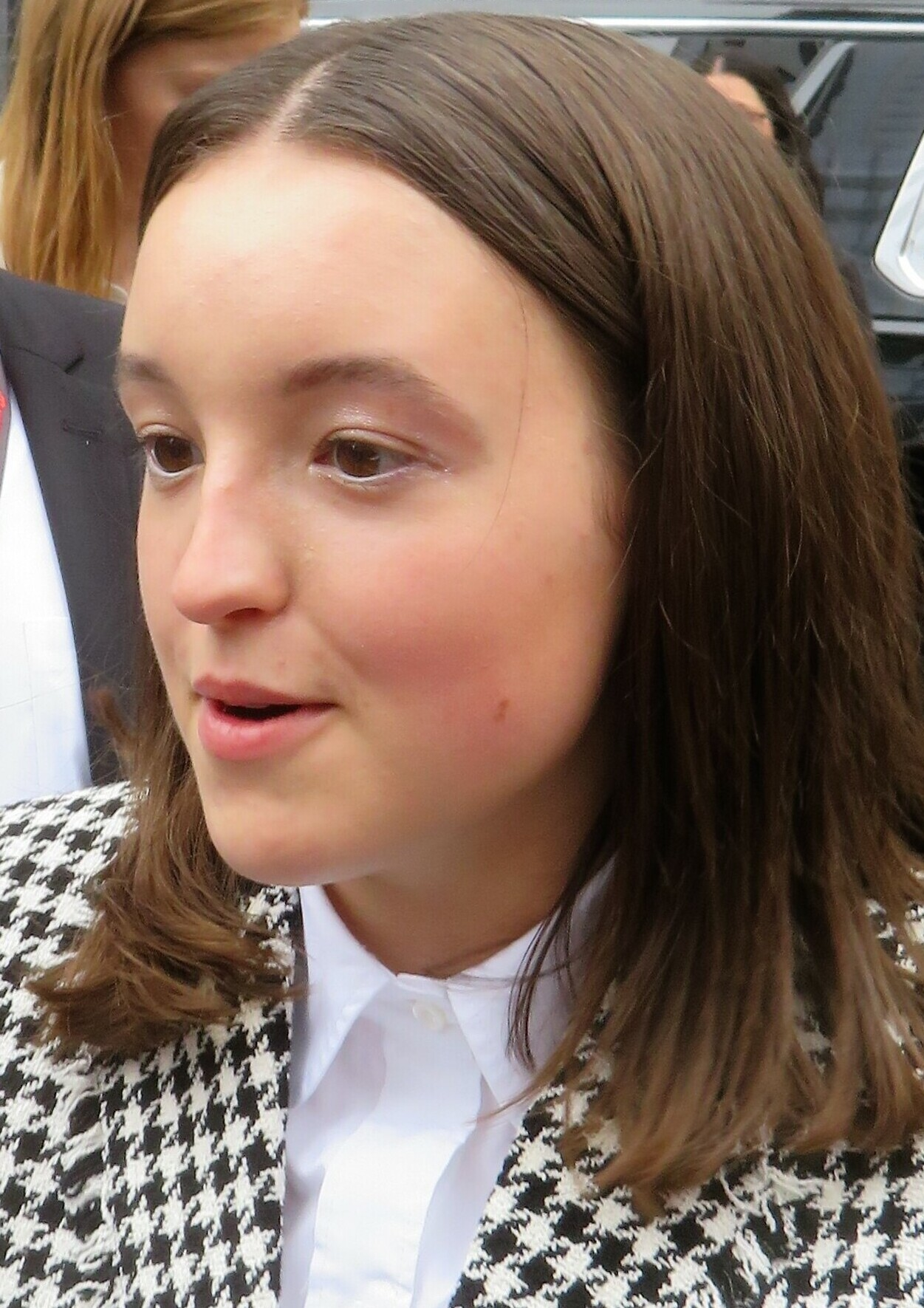
Bella Ramsey, interprète d'Ellie dans l'adaptation télévisée.

- The Last of Us, adaptation en série télévisée de neuf épisodes de la série de jeux vidéo, sortie en 2023. Ellie y est interprétée par Bella Ramsey.